# Taiwo Awoniyi
Taiwo Micheal Awoniyi (Ilorin, 12 de agosto de 1997) es un futbolista nigeriano. Juega de delantero y su equipo es el Nottingham Forest F. C. de la Premier League de Inglaterra.

## Trayectoria

### Inicios
En 2010 participó en la competición de fútbol patrocinada por Coca-Cola en Londres. Su actuación llamó la atención del ojeador Seyi Olofinjana, quien integró al jugador a su academia, la Imperial Soccer Academy.
El 31 de agosto de 2015 fichó por el Liverpool por 400 000 £.

### Préstamos
Inmediatamente después de firmar con el conjunto inglés, fue enviado a préstamo al FSV Fráncfort. Debutó el 19 de febrero de 2016 contra el Hertha de Berlín en la Copa de Alemania. Jugó 14 encuentros esa temporada.
El 26 de agosto de 2016 fue enviado a préstamo al NEC Nimega por toda la temporada. Debutó en la Eredivisie el 10 de septiembre en la derrota por 4-0 ante el PSV Eindhoven.
En julio de 2017 se unió al Royal Excel Mouscron a préstamo por toda la temporada. Debutó con su nuevo club en su cumpleaños, el 12 de agosto, como titular ante el K. S. C. Lokeren.
Renovó su contrato con el Liverpool F. C. el 17 de julio de 2018, y el 23 de julio fue enviado a préstamo al K. A. A. Gante belga.
El 6 de agosto de 2019 el Liverpool F. C. confirmó el préstamo del delantero al 1. FSV Maguncia 05 de la Bundesliga. En la temporada 2020-21 continuó jugando en la misma liga tras ser cedido al Unión Berlín. A este equipo acabó volviendo en julio de 2021 una vez se desvinculó definitivamente del conjunto inglés.

### Regreso a Inglaterra
El 25 de junio de 2022 el Nottingham Forest F. C. anunció su incorporación para las siguientes cinco temporadas, convirtiéndose en el fichaje más caro en la historia del club.

## Selección nacional
Formó parte del plantel de Nigeria sub-17 que ganó la Copa Mundial de Fútbol Sub-17 de 2013, torneo en el que anotó cuatro goles en esa competición. Además participó en la Copa Mundial de Fútbol Sub-20 de 2015 en Nueva Zelanda, luego de ganar ese año el Campeonato Juvenil Africano de 2015 en Senegal.
El 12 de abril de 2015 anotó dos goles a Zambia en su debut con la selección de Nigeria sub-23.

## Estadísticas

### Clubes
Actualizado al último partido disputado el 11 de mayo de 2025.
| Club                               | Div.          | Temporada     | Liga  | Liga  | Copas nacionales | Copas nacionales | Copas internacionales | Copas internacionales | Otras | Otras | Total | Total |
| Club                               | Div.          | Temporada     | Part. | Goles | Part.            | Goles            | Part.                 | Goles                 | Part. | Goles | Part. | Goles |
| ---------------------------------- | ------------- | ------------- | ----- | ----- | ---------------- | ---------------- | --------------------- | --------------------- | ----- | ----- | ----- | ----- |
| FSV Fráncfort · Alemania           | 2.ª           | 2015-16       | 13    | 1     | 1                | 0                | —                     | —                     | —     | —     | 14    | 1     |
| FSV Fráncfort · Alemania           | Total club    | Total club    | 13    | 1     | 1                | 0                | 0                     | 0                     | 0     | 0     | 14    | 1     |
| NEC Nimega · Países Bajos          | 1.ª           | 2016-17       | 18    | 2     | 1                | 0                | —                     | —                     | 3     | 1     | 22    | 3     |
| NEC Nimega · Países Bajos          | Total club    | Total club    | 18    | 2     | 1                | 0                | 0                     | 0                     | 3     | 1     | 22    | 3     |
| Royal Excel Mouscron · Bélgica     | 1.ª           | 2017-18       | 29    | 9     | 2                | 1                | —                     | —                     | —     | —     | 31    | 10    |
| Royal Excel Mouscron · Bélgica     | 1.ª           | 2018-19       | 16    | 11    | —                | —                | —                     | —                     | —     | —     | 16    | 11    |
| Royal Excel Mouscron · Bélgica     | Total club    | Total club    | 45    | 20    | 2                | 1                | 0                     | 0                     | 0     | 0     | 47    | 21    |
| K. A. A. Gante · Bélgica           | 1.ª           | 2018-19       | 16    | 0     | 2                | 2                | 4                     | 1                     | —     | —     | 22    | 3     |
| K. A. A. Gante · Bélgica           | Total club    | Total club    | 16    | 0     | 2                | 2                | 4                     | 1                     | 0     | 0     | 22    | 3     |
| 1. FSV Maguncia 05 · Alemania      | 1.ª           | 2019-20       | 12    | 1     | 0                | 0                | —                     | —                     | —     | —     | 12    | 1     |
| 1. FSV Maguncia 05 · Alemania      | Total club    | Total club    | 12    | 1     | 0                | 0                | 0                     | 0                     | 0     | 0     | 12    | 1     |
| Unión Berlín · Alemania            | 1.ª           | 2020-21       | 21    | 5     | 1                | 0                | —                     | —                     | —     | —     | 22    | 5     |
| Unión Berlín · Alemania            | 1.ª           | 2021-22       | 31    | 15    | 4                | 1                | 8                     | 4                     | —     | —     | 43    | 20    |
| Unión Berlín · Alemania            | Total club    | Total club    | 52    | 20    | 5                | 1                | 8                     | 4                     | 0     | 0     | 65    | 25    |
| Nottingham Forest F. C. Inglaterra | 1.ª           | 2022-23       | 27    | 10    | 3                | 1                | —                     | —                     | —     | —     | 30    | 11    |
| Nottingham Forest F. C. Inglaterra | 1.ª           | 2023-24       | 20    | 6     | 3                | 0                | —                     | —                     | —     | —     | 23    | 6     |
| Nottingham Forest F. C. Inglaterra | 1.ª           | 2024-25       | 26    | 1     | 6                | 1                | —                     | —                     | —     | —     | 32    | 2     |
| Nottingham Forest F. C. Inglaterra | Total club    | Total club    | 73    | 17    | 12               | 2                | 0                     | 0                     | 0     | 0     | 85    | 19    |
| Total carrera                      | Total carrera | Total carrera | 229   | 61    | 23               | 6                | 12                    | 5                     | 3     | 1     | 267   | 73    |
| 1. 2. 3. 4.                        |               |               |       |       |                  |                  |                       |                       |       |       |       |       |

## Palmarés

### Títulos internacionales
| Título                           | Club (*)                    | País                   | Año  |
| -------------------------------- | --------------------------- | ---------------------- | ---- |
| Copa Mundial de Fútbol Sub-17    | Selección de Nigeria sub-17 | Emiratos Árabes Unidos | 2013 |
| Copa Africana de Naciones Sub-20 | Selección de Nigeria sub-20 | Senegal                | 2015 |

(*) Incluyendo la selección.

## Condecoraciones
Luego de la victoria con su selección en la Copa Mundial de Fútbol Sub-17 de 2013, Taiwo y su equipo fueron condecorados como Miembros de la Orden del Níger.

## Vida personal
Contrajo matrimonio el 15 de junio de 2018 con Taiwo Jesudun, se casó en Kabba.